# Brachypremna geijskesi
Brachypremna geijskesi är en tvåvingeart som beskrevs av Alexander 1945. Brachypremna geijskesi ingår i släktet Brachypremna och familjen storharkrankar. Inga underarter finns listade i Catalogue of Life.